# (42697) Lucapaolini
(42697) Lucapaolini ist ein Asteroid des Hauptgürtels, der am 1. Juni 1998 vom belgischen Astronomen Eric Walter Elst am La-Silla-Observatorium (IAU-Code 809) der Europäischen Südsternwarte in Chile entdeckt wurde.
Der Asteroid wurde am 22. Februar 2016 nach dem italienischen Radrennfahrer Luca Paolini (* 1977) benannt.